# Mjódžin
Mjódžin (japonsky 明神礁) je název podmořské kaldery vulkanického původu s průměrem kolem 7 km, nacházející se v oblouku vulkanického souostroví Izu, asi 450 km jižně od Tokia. Kaldera se nachází mezi ostrovy Aogašima a Bejonésu Recugan. Stěny kaldery mají výšku 500 až 900 m, na západním okraji se zbytky předkalderové vulkanické stavby vypínají nad hladinu, až do výšky až 360 m.[zdroj?]
Doba vytvoření kaldery není přesně známa, ale odhaduje se na pár tisíc let. V současné době není zaznamenána žádná aktivita, s výjimkou několika hydrotermálních pramenů (s teplotou 278 °C), nacházejících se ve východní části kalderového dna.